# أشلي شيفر
أشلي شيفر (بالإنجليزية: Ashley Schafer)‏ هي مهندسة معمارية أمريكية، (و. القرن 20  م).